# F.R.A.M
F.R.A.M. je ukrajinská folk metalová kapela z Kyjeva. Název kapely FRAM vznikl jako zkratka čtyř anglických slov: „Futuristic Romantic Alternative Medieval“, což přeloženo do češtiny znamená: „futuristická romantická alternativa středověku“. Kapela byla založena v roce 2008 a celkově je o ní velice málo známo, protože ani sama na svých stránkách o sobě nezveřejňuj příliš mnoho informací. Ačkoliv je ukrajinská, její texty jsou především v angličtině a často dávají známé písně do folk metalové tvorby (Hallelujah) a používají nástroje typické pro tento styl metalu (např. dudy, flétna).

## Alba (diskografie)
- The Doors in April (Двери апреля) (2010)
- Кареоке-альбум [EP] (2012)
- Keep Calm and Blow Your Bagpipe (Волынка и рок-н-ролл) (2014)

## Členové kapely
- Vera Brener (Віра Бренер) (zpěv) – žena, narozena v Kyjevě na Ukrajině (26. března 1989)
- Clover (Олексій Шкуропатський) (dudy, flétna) – muž, narozen v Luhansku na Ukrajině (datum narození neznámý)
- Erland Sivolapov (Ерланд Сіволапов) (bicí) – muž, narozen v Luhansku na Ukrajině (11. listopadu 1985)
- Mykola Turunov (Микола Турунов) (kytara) – muž, narozen v Kyjevě na Ukrajině (22. května 1979)

## Známé singly
- Затьмарення
- Ride On
- Ev Sistr
- Celtica
- London Bridge
- Herr Mannelig
- Hallelujah